# Белоконь, Иван Петрович
Иван Петрович Белоконь (8 апреля 1914, с. Кожанка Украина — 13 января 1975, Киев, УССР, СССР) — советский ботаник и историк науки.

## Биография
Родился 8 апреля 1914 года в селе Кожанка на Украине. 
В 1937 году окончил Киевский университет, там же был принят на работу. Проработал в Университете до конца своих дней. С 1969 г. профессор.
Одновременно – заведующий отделом и заместитель директора, с 1961 г. – директор Ботанического сада Киевского университета.
Умер 13 января 1975 года в Киеве. Похоронен на Байковом кладбище.

## Научные работы
Основные научные работы посвящены истории естествознания и физиологии растений.
- Был биографом таких выдающиеся деятелей как: Климент Тимирязев, Н. Г. Холодный, С. Г. Навашин, М. А. Максимович, М. В. Рытов.
- 1959 — Принимал участие в создании История Киевского университета.
- Автор очерков о развитии ботаники в странах социалистического содружества.
- Проводил исследования в области физиологии водного режима растений, изучал метамерную разнокачественность вегетативных и генеративных органов растений.